# GoAir
A GoAir é uma companhia aérea da Índia.

## Frota

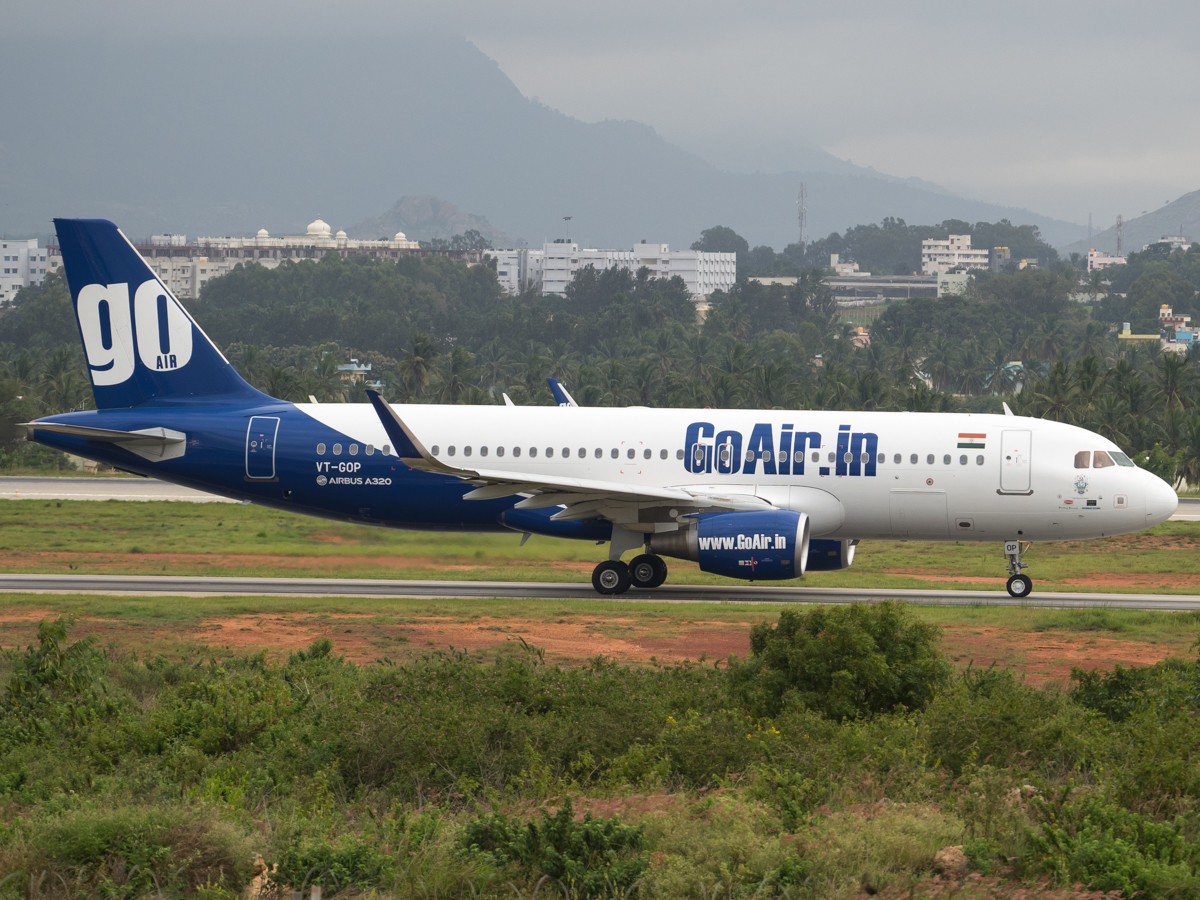
Airbus A320 da GoAir.

Em maio de 2021.
- 7 Airbus A320
- 48 Airbus A320neo